# باولا أوسيرو
باولا أوسيرو هي ممثلة إسبانية ولدت في 22 أكتوبر 1991. اشتهرت لدورها في مسلسل حب للأبد.

## روابط خارجية
باولا أوسيرو على موقع IMDb (الإنجليزية)
- باولا أوسيرو على موقع روتن توميتوز (الإنجليزية)
- باولا أوسيرو على موقع قاعدة بيانات الأفلام العربية
- باولا أوسيرو على موقع ألو سيني (الفرنسية)
- باولا أوسيرو على موقع قاعدة بيانات الفيلم (الإنجليزية)
- باولا أوسيرو على موقع كينوبويسك (الروسية)